# Лысенко, Мария Григорьевна
Мария Григорьевна Лысенко — советский хозяйственный, государственный и политический деятель, Герой Социалистического Труда (1947).

## Биография
Родилась в 1914 году в селе Зеленьки. Член ВКП(б).
С 1929 года — на хозяйственной, общественной и политической работе. В 1929—1968 гг. — звеньевая свекловодов колхоза имени Будённого Мироновского района, звеньевая, председатель, вновь звеньевая колхоза «Социалистична перемога» Мироновского района Киевской области Украинской ССР.
Указом Президиума Верховного Совета СССР от 19 марта 1947 года присвоено звание Героя Социалистического Труда с вручением ордена Ленина и золотой медали «Серп и Молот».
Избиралась депутатом Верховного Совета СССР 2-го, 3-го, 4-го созывов.
Умерла в 1985 году. 